# Bruce Langley
Pour les articles homonymes, voir Langley.
Bruce Langley (né le 3 avril 1992) est un acteur britannique. Il est surtout connu pour interpréter Technical Boy dans la série American Gods,.  

## Jeunesse
Langley, né Ben, a obtenu un Master de première classe en formation et performance d'acteurs physiques en 2014 à l'université du Kent.  

## Carrière
Langley a reçu un accueil critique positif pour son interprétation de Technical Boy dans la série télévisée American Gods. Le personnage de Technical Boy a été mis à jour pour l'ère des médias sociaux à partir de sa représentation dans le livre.  

## Filmographie

### Film
- 2015 : Deadly Waters (Jake)
- 2018 : Your Move (Max)

### Télévision
- 2017-2021 : American Gods (Technical Boy, casting principal)